# محمود مرسي
محمود مرسي محمد (7 يونيو 1923 - 24 أبريل 2004)، ممثل مصري. يعتبر من أبرز نجوم السينما المصرية اشتهر بأدائه الذي يتميز بالسهولة والبساطة والإتقان كما اشتهر أيضاً في أداء أدوار الشر ويعد أكثر أعماله شهرة فيلم (شيء من الخوف) وقام بدور (عتريس) وهي إحدى الشخصيات الخالدة في ذاكرة السينما المصرية.

## حياته
ولد محمود مرسي بالإسكندرية في يوم 7 يونيو عام 1923. التحق بالمدرسة الثانوية الإيطالية بالإسكندرية القسم الداخلي، وبعد تخرجه في المدرسة الثانوية التحق بكلية الآداب بجامعة الإسكندرية قسم الفلسفة. وبعد تخرجه من الجامعة عمل مدرساً إلى أن استقال منه وقرر السفر إلى فرنسا ليدرس الإخراج السينمائي بمعهد الدراسات العليا السينمائية -ايديك- بباريس.
أمضى خمس سنوات في فرنسا حتى نفذ ماله فغادر إلى لندن وعمل هناك بهيئة الإذاعة البريطانية - بي بي سي، وبعد سبعة شهور من تعيينه حدث العدوان الثلاثي فقرر العودة إلى مصر والتحق بالبرنامج الثاني بالإذاعة المصرية ، ثم عمل مخرجًا بالتلفزيون المصري ومدرسًا للتمثيل بالمعهد العالي للفنون المسرحية بالقاهرة. وفي عام 1962 بدأ بالعمل السينمائي في فيلم أنا الهارب للمخرج نيازي مصطفى كما أخرج عددًا من المسرحيات والأفلام منها مسرحية الخاطبة.

## وفاته
توفي الفنان محمود مرسي بالإسكندرية (مسقط رأسه) في يوم السبت 24 أبريل عام 2004 إثر أزمة قلبية حادة عن عمرٍ يناهز 80 عاماً أثناء تصوير مسلسل وهج الصيف.

## حياته الخاصة
تزوج من الفنانة سميحة أيوب وله ولد واحد اسمه علاء.

## أعمال

### أفلام
| - الجسر:1997- راتب - حد السيف:1986- طلعت / عبدالحميد - سعد اليتيم:1985- بدران الجمّال - من يدفع الثمن؟:1980- شريف الهواري - التلاقي:1977- كمال - طائر الليل الحزين:1977- حازم المغربي - أمواج بلا شاطئ:1976- صالح - شمس الضباع:1976 - أبناء الصمت:1974- أ. رجائي رئيس التحرير - امرأة عاشقة:1974- إسماعيل | - الشحات:1973- عمر - ليل وقضبان:1973- اللواء توفيق عبدالهادي - مأساة الدكتور حسني:1973- الدكتور حسني - أغنية على الممر:1972- شاويش محمد - زوجتي والكلب:1971- مرسي - فجر الإسلام:1971- الحارث - دخان الجريمة:1969- عزت - شيء من الخوف:1969- عتريس - السمان والخريف:1967- عيسى الدباغ - الليالي الطويلة:1967- مختار | - ثمن الحرية:1967- بيكر - فارس بني حمدان:1966 - الخائنة:1965- أحمد سلام - العنب المر:1965- ناشد - أمير الدهاء:1964- بدران - الباب المفتوح:1963- فؤاد - الليلة الأخيرة:1963- شاكر - المتمردة:1963- كامل صبري - أنا الهارب:1962- عرفان |

### مسلسلات
| - فجر ليلة صيف:2004 - بنات أفكاري:2001 - نجوم في سماء الحضارة الإسلامية:2001- قراءة التعليق - لما التعلب فات:1999- نديم بهنس - مذكرات ضرة:1999 - أبو العلا ٩٠:1996- أبو العلا البشري - العائلة:1994- كامل سويلم | - الطوفان:1992- اذاعي - قصر الشوق:1988- أحمد عبدالجواد - بين القصرين:1987- أحمد عبدالجواد - عصفور النار:1987- صقر/صادق الحلواني - الخديعة:1986 - رحلة السيد أبو العلا البشري:1986- أبو العلا البشري - سفر الأحلام:1986- أنيس | - المحروسة ٨٥:1985- د. نعمان - الرجل والحصان:1982- الشاويش طلبة - زينب والعرش:1980- عبدالهادي النجار - العملاق:1979- عباس محمود العقاد - الليلة الموعودة:1978- سيد - دمعة ألم:1978- عادل - رمضان و الناس:1978 - بنت الايام 1977 - عندما يشتعل الرماد 1973 | - المجهول:1977- شريف - بنت الأيام:1977- عبدالقادر - إني راحلة:1976 - عندما يشتعل الرماد:1973- د. وليد - بنك القلق:1972- عادل - المانشيت الأحمر:1964 - وكان سرابا:الدكتور |

### مسلسل إذاعي
| - كلمني عن بكره:2000 - الآنسة هيام:1999 - كل هذا الحب:1982 - رعد السماء:1976- المحامي عصمت رشدي - سنة أولى حب:1974 - أحب أن أتحدث إليك - أحببت فيك عذابي - أحزان الشيطان - الإمام أبو حامد الغزالي - الرجل ذو الوجه الاخر:حسين وهبي | - الشحاتة - الضيف الغريب:منير - المال والحب والشيطان - أنا وأنت وسنوات العمر:فؤاد - أوراق خاصة لطالبة جامعية - جايزة لأهالي الحي الكرام - رجل من كوكبنا - رحلة في الزمن القديم:د. مصطفى - زعبوط الخديوي - سارة:همام | - شعاع الحرية - صباح الخير يا جاري:كمال الحمراوي - عشاق لا يعرفون الحب:قنديل - عصافير الجبل:لطفي - عمر بن عبدالعزيز - قاتل يبحث عن نفسه:عادل وكيل النيابة - قاهر الظلام - قمر على بوابة المتولي:ضيف شرف - لا تلوموا الخريف:مختار - وتمضي الأيام |

### أخرى
- سكة رجوع:1988- بهائي
- صعود بلا نهاية:1985- رفقي
- العملاق في بلاد الأقزام:تمثيل صوتي لشخصية غوليفر
- ممنوع بأمر الاولاد

## جوائز
حصل على عدة جوائز منها جائزة التمثيل الأولى عام 1964م عن فيلم الليلة الأخيرة وحصل على نفس الجائزة عام 1969م .

## وصلات خارجية
1. ↑  Internet Movie Database (بالإنجليزية), QID:Q37312
2. 1 2  "محمود مرسي - تمثيل فيلموجرافيا، صور، فيديو". elCinema.com. مؤرشف من الأصل في 2020-11-13. اطلع عليه بتاريخ 2021-04-06.
3. 1 2  طائر الليل الحزين ينهي رحلته علي شاطئ الإسكندرية دخل في 31 ديسمبر 2008 نسخة محفوظة 17 مايو 2009 على موقع واي باك مشين.
4. 1 2  وفاة الفنان المصري محمود مرسي دخل في 31 ديسمبر 2008 نسخة محفوظة 17 سبتمبر 2017 على موقع واي باك مشين.
5. ↑  "لم يتزوج غيرها..ماذا قالت سميحة أيوب عن محمود مرسى في مذكراتها؟". اليوم السابع. 7 يونيو 2020. مؤرشف من الأصل في 2020-06-12. اطلع عليه بتاريخ 2021-04-06.

- محمود مرسي على موقع IMDb (الإنجليزية)
- محمود مرسي على موقع قاعدة بيانات الأفلام العربية
- محمود مرسي على موقع أول موفي (الإنجليزية)
- محمود مرسي على موقع قاعدة بيانات الأفلام السويدية (السويدية)
- محمود مرسي على موقع قاعدة بيانات الفيلم (الإنجليزية)
- محمود مرسي على موقع ليتربوكسد (الإنجليزية)
- صفحة محمود مرسي في قاعدة بيانات الأفلام العربية